# أوراق نقدية من الدينار اليوغوسلافي
أوراق الدينار اليوغوسلافي النقدية هي عدة سلاسل من النقود الورقية التي طبعها البنك المركزي للدول المتتالية المختلفة المسماة يوغوسلافيا (مملكة يوغوسلافيا وجمهورية يوغوسلافيا الاتحادية الاشتراكية وجمهورية يوغوسلافيا الاتحادية).

## دينار 1919
كانت أولى أوراق الدينار التي طبعتها مملكة الصرب والكروات والسلوفينيين هي أوراق نقدية من فئات ½ و1 و5 و10 و20 و100 و1000 دينار والتي طُبعت عام 1919. وهي استمرار للدينار الصربي الذي سبق الحرب العالمية الأولى كما لها القيمة نفسها. حُفرت قيمة الكرونة النمساوية المجرية (الصربية الكرواتية: كرونا) على الأوراق النقدية لتسهيل التحويل (بمعدل 1 دينار = 4 كرونة). وصدرت بعض الأوراق النقدية من فئتي ½ و1 دينار قبل بدء عملية الختم لذا لم تُطبع عليها قيمة الكرونة. يوجد خطأ مطبعي في ختم ورقة الدينار الواحد = 4 كرونة: فبدلاً من النص السيريلي "4 КРУНЕ"، كُتب النص "4 КУРНЕ".
| سلسلة "دينار - كرونا" لعام 1919 | سلسلة "دينار - كرونا" لعام 1919 | سلسلة "دينار - كرونا" لعام 1919 | سلسلة "دينار - كرونا" لعام 1919 | سلسلة "دينار - كرونا" لعام 1919 | سلسلة "دينار - كرونا" لعام 1919             | سلسلة "دينار - كرونا" لعام 1919    | سلسلة "دينار - كرونا" لعام 1919 | سلسلة "دينار - كرونا" لعام 1919 | سلسلة "دينار - كرونا" لعام 1919 |
| الصورة                          | الصورة                          | القيمة                          | حجم الصورة (مم)                 | اللون الرئيسي                   | وجه العملة                                  | ظهر العملة                         | تاريخ الطباعة الأول             | صادر                            | سحب                             |
| ------------------------------- | ------------------------------- | ------------------------------- | ------------------------------- | ------------------------------- | ------------------------------------------- | ---------------------------------- | ------------------------------- | ------------------------------- | ------------------------------- |
|                                 |                                 | نصف دينارا = 2 كرونة            | 80 × 51                         | أحمر                            | شعار النبالة للمملكة                        | إشارة إلى القيمة (باللغة الفرنسية) |                                 | 1919                            | 31 ديسمبر 1925                  |
|                                 |                                 | 1 دينار = 4 كرونة               | 110 × 77                        | أصفر                            | ميلوش أوبيليتش                              | إشارة إلى القيمة (باللغة الفرنسية) |                                 | 1919                            | 31 ديسمبر 1925                  |
|                                 |                                 | 5 دينارا = 20 كرونا             | 110 × 75                        | بنفسجي                          | ميلوش أوبيليتش                              | إشارة إلى القيمة (باللغة الفرنسية) |                                 | 1919                            | 24 ديسمبر 1921                  |
|                                 |                                 | 10 دينارا = 40 كرونا            | 153 × 92                        | أزرق                            | صانع معادن                                  | إشارة إلى القيمة (باللغة الفرنسية) | 1 فبراير 1919                   | 1919                            | 10 أغسطس 1923                   |
|                                 |                                 | 20 دينارا = 80 كرونا            | 150 × 90                        | بني                             | رجل يحرث                                    | محصول                              | 1 فبراير 1919                   | 1919                            | 17 يناير 1921                   |
|                                 |                                 | 100 دينار = 400 كرونا           | 177 × 112                       | أحمر                            | أربعة أولاد                                 | أربعة تماثيل نصفية لنساء           |                                 | 1919                            | 17 يناير 1929                   |
|                                 |                                 | 1000 دينار = 4000 كرونا         | 240 × 132                       | أزرق                            | تمثالان نصفيان لامرأة وأربعة أشخاص في دائرة | ستة أرقام                          |                                 | 1919                            | 17 يناير 1929                   |

## دينار 1920
إن أول ورقة نقدية من فئة الدينار هي ورقة ربع دينار (25 بارا) التي أصدرتها وزارة المالية في مملكة الصرب والكروات والسلوفينيين عام 1921. وبدءًا من عام 1922 أصدر البنك الوطني لمملكة الصرب والكروات والسلوفينيين أوراقًا نقدية من فئات 10 و100 و1000 دينار. وقد نقشت وطبعت ورقة العشرة دنانير شركة أمريكان بنك نوت. وفي عام 1926 غير تصميم ورقة العشرة دنانير.
| سلسلة 1920 – 1921                                                                                  | سلسلة 1920 – 1921 | سلسلة 1920 – 1921   | سلسلة 1920 – 1921 | سلسلة 1920 – 1921        | سلسلة 1920 – 1921           | سلسلة 1920 – 1921                                      | سلسلة 1920 – 1921   | سلسلة 1920 – 1921 | سلسلة 1920 – 1921 |
| الصورة                                                                                             | الصورة            | القيمة              | حجم الصورة (مم)   | اللون الرئيسي            | وجه العملة                  | ظهر العملة                                             | تاريخ الطباعة الأول | صادر              | سحب               |
| -------------------------------------------------------------------------------------------------- | ----------------- | ------------------- | ----------------- | ------------------------ | --------------------------- | ------------------------------------------------------ | ------------------- | ----------------- | ----------------- |
| |                   | ربع دينار (25 بارا) | 92 × 62           | أزرق (الوجه) أحمر (عكسي) | دير غراتشانيكا              | بحيرة بليد بها كنيسة. تمثال بان جيلاتشيتش في زغرب      | 21 مارس 1921        | 14 يونيو 1921     | 30 سبتمبر 1927    |
| |                   | 10 دينار            | 142 × 81          | أزرق                     | ذكر عاري مع عجلة            | المناظر الطبيعية الصخرية                               | 1 نوفمبر 1920       | 5 أغسطس 1922      | 18 يوليو 1935     |
| |                   | 100 دينار           | 156 × 80          | أصفر                     | امرأة تحمل سيفًا؛ أفق بلغراد | السفن وصبي فلاح                                        | 30 نوفمبر 1920      | 1 يناير 1925      | 10 يوليو 1941     |
| |                   | 1000 دينار          | 182 × 108         | بنفسجي                   | القديس جورج والتنين         | رجل يحرث مدن مختلفة (سراييفو بلغراد ، ليوبليانا وزغرب) | 30 نوفمبر 1920      | 11 أبريل 1923     | 1 مارس 1936       |
| إصدار 1926                                                                                         |                   |                     |                   |                          |                             |                                                        |                     |                   |                   |
| |                   | 10 دينار            | 115 × 68          | أحمر                     | امرأة تحمل إكليل الغار      | شعار النبالة صورة ظلية للكنيسة                         | 26 مايو 1926        | 25 يوليو 1928     | 4 مايو 1936       |
| هذه الصور بمقياس ٠٫٧ بكسل لكل مليمتر. للاطلاع على معايير الجدول انظر جدول مواصفات الأوراق النقدية. |                   |                     |                   |                          |                             |                                                        |                     |                   |                   |

بعد تغيير اسم البلاد إلى يوغوسلافيا عام 1929 طرأت تغييرات على الأوراق النقدية. وطُبعت أوراق نقدية جديدة من فئة 10 دنانير مطابقة للأوراق القديمة مع تغيير اسمها وأُصدر تصميم جديد لفئة ال100 دينار. وفي السنوات التالية أُعيد تصميم فئات أخرى بما في ذلك أوراق الألف دينار عام 1931 و500 دينار عام 1935.
| سلسلة 1929 – 1935                                                                               | سلسلة 1929 – 1935 | سلسلة 1929 – 1935 | سلسلة 1929 – 1935 | سلسلة 1929 – 1935 | سلسلة 1929 – 1935 | سلسلة 1929 – 1935                 | سلسلة 1929 – 1935                                              | سلسلة 1929 – 1935   | سلسلة 1929 – 1935                         | سلسلة 1929 – 1935                         |
| الصورة                                                                                          | الصورة            | القيمة            | حجم الصورة (مم)   | حجم الورق (مم)    | لون               | وجه العملة                        | ظهر العملة                                                     | تاريخ الطباعة الأول | صادر                                      | سحبت                                      |
| وجه العملة                                                                                      | ظهر العملة        | القيمة            | حجم الصورة (مم)   | حجم الورق (مم)    | لون               | وجه العملة                        | ظهر العملة                                                     | تاريخ الطباعة الأول | صادر                                      | سحبت                                      |
| ----------------------------------------------------------------------------------------------- | ----------------- | ----------------- | ----------------- | ----------------- | ----------------- | --------------------------------- | -------------------------------------------------------------- | ------------------- | ----------------------------------------- | ----------------------------------------- |
|                                                                                                 |                   | 10 دينار          | 115 × 68          |                   | أحمر              | امرأة تحمل إكليل الغار            | شعار النبالة صورة ظلية للكنيسة                                 | 1 ديسمبر 1929       | 21 يناير 1931                             | 4 مايو 1936                               |
|                                                                                                 |                   | 100 دينار         | 115 × 68          |                   | بنفسجي            | امرأة تحمل سيفًا؛ أفق بلغراد       | السفن وصبي فلاح                                                | 1 ديسمبر 1929       | 21 يناير 1931                             | 10 يوليو 1941                             |
|                                                                                                 |                   | 500 دينار         | 169 × 100         | 183 × 114         | أزرق              | الملك بطرس                        | نساء يحصدن                                                     | 6 سبتمبر 1935       | 1 يناير 1937                              | 10 يوليو 1941                             |
|                                                                                                 |                   | 1000 دينار        | 181 × 112         | 195 × 121         | أصفر              | الملكة ماريا ملكة يوغوسلافيا      | امرأتان واحدة تحمل منجلًا وقمحًا والأخرى تحمل سيفًا وشعار النبالة | 1 ديسمبر 1931       | 1 يناير 1933                              | 11 يونيو 1941                             |
| الأوراق النقدية الاحتياطية                                                                      |                   |                   |                   |                   |                   |                                   |                                                                |                     |                                           |                                           |
|                                                                                                 |                   | 10 دينار          | 115 × 60          |                   | أخضر              | الملك بطرس الجسر القديم في موستار | امرأة                                                          | 22 سبتمبر 1939      | أوائل أبريل 1941                          | 21 نوفمبر 1941                            |
|                                                                                                 |                   | 20 دينارًا         | 125 × 70          |                   | بني               | الملك بطرس                        | امرأة                                                          | 6 سبتمبر 1936       | أوائل أبريل 1941                          | 21 نوفمبر 1941                            |
|                                                                                                 |                   | 50 دينارًا         | 134 × 78          |                   | بني               | الملك ألكسندر                     | تمثال إيفان ميتروفيتش للأمير ماركو وهو يركب حصانه شاراك        | 1 ديسمبر 1931       | أوائل أبريل 1941                          | 22 أكتوبر 1941                            |
|                                                                                                 |                   | 100 دينار         |                   | 171 × 104         | بنفسجي            | امرأة وجندي                       | امرأتان عاملتان ومدينة دوبروفنيك في الخلفية                    | 15 يوليو 1934       | لم تصدر رسميًا ولكن تداولوا بعض الملاحظات. | لم تصدر رسميًا ولكن تداولوا بعض الملاحظات. |
|                                                                                                 |                   | 1000 دينار        |                   | 190 × 122         |                   | ثلاثة فرسان وامرأة معلم وتلميذ    | صياد وحداد                                                     | 6 سبتمبر 1935       | لم تصدر رسميًا ولكن تداولوا بعض الملاحظات. | لم تصدر رسميًا ولكن تداولوا بعض الملاحظات. |
|                                                                                                 |                   | 10000 دينار       |                   | 230 × 115         | بني               | الملك بطرس                        | عاملين في المزرعة                                              | 6 سبتمبر 1936       | لم تصدر رسميًا ولكن تداولوا بعض الملاحظات. | لم تصدر رسميًا ولكن تداولوا بعض الملاحظات. |
| هذه الصور مُصممة بمقياس ٠.٧ بكسل لكل مليمتر وهو معيار مُعتمد في الأوراق النقدية العالمية. المصدر: |                   |                   |                   |                   |                   |                                   |                                                                |                     |                                           |                                           |

## دينار 1944
في عام 1944 أصدر الاتحاد الديمقراطي اليوغوسلافي أوراق نقدية بقيمة 1 و5 و10 و20 و50 و100 و500 و1000 دينار.
| سلسلة 1944                                                                                       | سلسلة 1944 | سلسلة 1944 | سلسلة 1944      | سلسلة 1944      | سلسلة 1944                     | سلسلة 1944          | سلسلة 1944    | سلسلة 1944     |
| الصورة                                                                                           | القيمة     | الحجم (مم) | اللون           | وجه العملة      | ظهر العملة                     | تاريخ الطباعة الأول | صادر          | سحبت           |
| ------------------------------------------------------------------------------------------------ | ---------- | ---------- | --------------- | --------------- | ------------------------------ | ------------------- | ------------- | -------------- |
|                                                                                                  | 1 دينار    | 90 × 50    | رمادي-بني       | حزبي يحمل سلاحًا | شعار النبالة وإشارة إلى القيمة | 1944                | 20 أبريل 1945 | 1 يوليو 1956   |
|                                                                                                  | 5 دينار    | 97 × 54    | أزرق            | حزبي يحمل سلاحًا | شعار النبالة وإشارة إلى القيمة | 1944                | 20 أبريل 1945 | 1 يوليو 1956   |
|                                                                                                  | 10 دينار   | 100 × 55   | أصفر-بني        | حزبي يحمل سلاحًا | شعار النبالة وإشارة إلى القيمة | 1944                | 20 أبريل 1945 | 1 أكتوبر 1959  |
|                                                                                                  | 20 دينارًا  | 106 × 58   | بني-أحمر        | حزبي يحمل سلاحًا | شعار النبالة وإشارة إلى القيمة | 1944                | 20 أبريل 1945 | 1 أكتوبر 1959  |
|                                                                                                  | 50 دينارًا  | 120 × 65   | أرجواني         | حزبي يحمل سلاحًا | شعار النبالة وإشارة إلى القيمة | 1944                | 20 أبريل 1945 | 1 يناير 1950   |
|                                                                                                  | 100 دينار  | 130 × 70   | رمادي غامق-أخضر | حزبي يحمل سلاحًا | شعار النبالة وإشارة إلى القيمة | 1944                | 20 أبريل 1945 | 1 مايو 1948    |
|                                                                                                  | 500 دينار  | 133 × 74   | بني             | حزبي يحمل سلاحًا | شعار النبالة وإشارة إلى القيمة | 1944                | 20 أبريل 1945 | 26 سبتمبر 1948 |
|                                                                                                  | 1000 دينار | 140 × 75   | أخضر غامق       | حزبي يحمل سلاحًا | شعار النبالة وإشارة إلى القيمة | 1944                | 20 أبريل 1945 | 26 يناير 1947  |
| هذه الصور مُصممة بمقياس ٠.٧ بكسل لكل مليمتر، وهو معيار مُعتمد في الأوراق النقدية العالمية. المصدر: |            |            |                 |                 |                                |                     |               |                |

## دينار 1946
في عام 1946 أصدر البنك الوطني اليوغوسلافي أوراقًا نقدية من فئات 50 و100 و500 و1000 دينار. وفي عام 1953 صدرت أوراق نقدية جديدة من فئة 100 دينار. وفي عام 1955 صدرت أوراق نقدية جديدة من فئات 100 و500 1000 و5000 دينار.
| سلسلة 1946                                                                                      | سلسلة 1946 | سلسلة 1946 | سلسلة 1946      | سلسلة 1946 | سلسلة 1946                                                    | سلسلة 1946                         | سلسلة 1946          | سلسلة 1946     | سلسلة 1946    |
| الصورة                                                                                          | الصورة     | القيمة     | حجم الصورة (مم) | اللون      | وجه العملة                                                    | ظهر العملة                         | تاريخ الطباعة الأول | صادر           | سُحب           |
| ----------------------------------------------------------------------------------------------- | ---------- | ---------- | --------------- | ---------- | ------------------------------------------------------------- | ---------------------------------- | ------------------- | -------------- | ------------- |
|                                                                                                 |            | 50 دينارًا  | 112 × 53        | أصفر       | عامل منجم                                                     | حطاب                               | 1 مايو 1946         | 1 ديسمبر 1949  | 1 أكتوبر 1960 |
|                                                                                                 |            | 100 دينار  | 121 × 56        | بني        | حداد وحصاد                                                    | صياد                               | 1 مايو 1946         | 10 أكتوبر 1947 | 1 سبتمبر 1962 |
|                                                                                                 |            | 500 دينار  | 132 × 63        | بني        | حزبي                                                          | مزارع يحرث                         | 1 مايو 1946         | 10 سبتمبر 1948 | 1 سبتمبر 1963 |
|                                                                                                 |            | 1000 دينار | 145 × 67        | بني        | امرأة عاملة                                                   | شلال يايتسي وشخصية امرأة تحمل سيفًا | 1 مايو 1946         | 10 يناير 1947  | 1 يناير 1966  |
| إصدار 1953                                                                                      |            |            |                 |            |                                                               |                                    |                     |                |               |
|                                                                                                 |            | 100 دينار  | 140 × 68        | بني        | قاطرة في الإنتاج                                              | محصول                              | 1 مايو 1953         | 26 أبريل 1954  | 1 فبراير 1957 |
| سلسلة 1955                                                                                      |            |            |                 |            |                                                               |                                    |                     |                |               |
|                                                                                                 |            | 100 دينار  | 127 × 60        | أحمر       | امرأة                                                         | دوبروفنيك                          | 1 مايو 1955         | 25 أبريل 1957  | 1 فبراير 1968 |
|                                                                                                 |            | 500 دينار  | 135 × 64        | أخضر       | امرأة تحمل المنجل                                             | محصول                              | 1 مايو 1955         | 25 أبريل 1957  | 1 يناير 1969  |
|                                                                                                 |            | 1000 دينار | 143 × 68        | بني        | عارف هيراليتش                                                 | مصنع زينيكا للصلب                  | 1 مايو 1955         | 25 أبريل 1957  | 1 يناير 1969  |
|                                                                                                 |            | 5000 دينار | 151 × 72        | أزرق غامق  | نقش بارز من تصميم إيفان ميستروفيتش في مبنى البرلمان الفيدرالي | مبنى البرلمان الاتحادي             | 1 مايو 1955         | 25 أبريل 1957  | 1 يناير 1969  |
| هذه الصور مُصممة بمقياس ٠.٧ بكسل لكل مليمتر وهو معيار مُعتمد في الأوراق النقدية العالمية. المصدر: |            |            |                 |            |                                                               |                                    |                     |                |               |

طُبعت سلسلتان من أوراق الدينار النقدية لعام 1946 لكنهما لم تُصدرا قط. إحداهما كانت سلسلة "الاحتياطي" بتاريخ طبع 1950 وتألفت من 10 أوراق نقدية: دينار واحد وديناران و5 دنانير و10 دنانير و20 دينار و50 دينار و100 دينار و500 دينار و1000 دينار و5000 دينار. احتفظ بها لأغراض الطوارئ لكنها لم تُطرح للتداول قط. ثم أُتلفت جميع الأوراق النقدية في نهاية المطاف في منتصف سبعينيات القرن الماضي. أما السلسلة الأخرى فهي سلسلة من ست أوراق نقدية (10 دينار و20 دينار و50 دينار و100 دينار و1000 دينار و5000 دينار) تحمل تواريخ طبع دينار 1949 ودينار 1950 ودينار 1951. يُحتمل أن هذه السلسلة كانت مخصصة لاستبدال سلسلة 1946 (وأوراق نقدية من فئة 10-20 دينار من سلسلة 1944 التي كانت لا تزال متداولة) لكنها لم تُطرح للتداول قط. عدلت ورقة نقدية بقيمة 100 دينار من هذه السلسلة بدرجة طفيفة وأصدروها في عام 1954 بتاريخ مطبوع 1 مايو 1953 (انظر أعلاه).
| سلسلة أحادية الإصدار 1949-1951                                                      | سلسلة أحادية الإصدار 1949-1951 | سلسلة أحادية الإصدار 1949-1951 | سلسلة أحادية الإصدار 1949-1951 | سلسلة أحادية الإصدار 1949-1951 | سلسلة أحادية الإصدار 1949-1951 | سلسلة أحادية الإصدار 1949-1951 | سلسلة أحادية الإصدار 1949-1951 | سلسلة أحادية الإصدار 1949-1951 | سلسلة أحادية الإصدار 1949-1951 |
| الصورة                                                                              | الصورة                         | القيمة                         | حجم الصورة (مم)                | اللون                          | وجه العملة                     | ظهر العملة                     | تاريخ الطباعة الأول            | صادر                           | سحبت                           |
| ----------------------------------------------------------------------------------- | ------------------------------ | ------------------------------ | ------------------------------ | ------------------------------ | ------------------------------ | ------------------------------ | ------------------------------ | ------------------------------ | ------------------------------ |
|                                                                                     |                                | 10 دينار                       | 105 × 45                       | بني                            | إشارة إلى القيمة               |                                | 1951                           | لم تصدر أبدًا                   | لم تصدر أبدًا                   |
|                                                                                     |                                | 20 دينارًا                      | 108 × 47                       | أزرق غامق                      | إشارة إلى القيمة               |                                | 1951                           | لم تصدر أبدًا                   | لم تصدر أبدًا                   |
|                                                                                     |                                | 50 دينارًا                      | 165 × 80                       | أخضر غامق                      | الثوار في القتال               | محصول                          | 1 مايو 1950                    | لم تصدر أبدًا                   | لم تصدر أبدًا                   |
|                                                                                     |                                | 100 دينار                      | 140 × 68                       | أزرق وأسود                     | قاطرة في الإنتاج               | محصول                          | 1 مايو 1949                    | لم تصدر أبدًا                   | لم تصدر أبدًا                   |
|                                                                                     |                                | 1000 دينار                     | 165 × 80                       | أخضر                           | سائقي الجرارات والحصادات       | عمال البناء والتعدين           | 1 مايو 1949                    | لم تصدر أبدًا                   | لم تصدر أبدًا                   |
|                                                                                     |                                | 5000 دينار                     | 166 × 80                       | رمادي-أزرق                     | سفينة في الميناء               | عمال مصانع الصلب               | 1 نوفمبر 1950                  | لم تصدر أبدًا                   | لم تصدر أبدًا                   |
| سلسلة "الاحتياطي" لعام 1950                                                         |                                |                                |                                |                                |                                |                                |                                |                                |                                |
|                                                                                     |                                | 1 دينار                        | 80 × 34                        | أزرق                           | إشارة إلى القيمة               | شعار يوغوسلافيا                | 1950                           | لم تصدر أبدًا                   | لم تصدر أبدًا                   |
|                                                                                     |                                | 2 دينار                        | 88 × 37                        | أحمر                           | إشارة إلى القيمة               | شعار يوغوسلافيا                | 1950                           | لم تصدر أبدًا                   | لم تصدر أبدًا                   |
|                                                                                     |                                | 5 دينار                        | 93 × 40                        | بنفسجي فاتح                    | إشارة إلى القيمة               | شعار يوغوسلافيا                | 1950                           | لم تصدر أبدًا                   | لم تصدر أبدًا                   |
|                                                                                     |                                | 10 دينار                       | 100 × 43                       | أخضر                           | مناضلة                         | شعار يوغوسلافيا                | 1950                           | لم تصدر أبدًا                   | لم تصدر أبدًا                   |
|                                                                                     |                                | 20 دينارًا                      | 105 × 45                       | بني                            |                                | شعار يوغوسلافيا                | 1950                           | لم تصدر أبدًا                   | لم تصدر أبدًا                   |
|                                                                                     |                                | 50 دينارًا                      | 113 × 48                       | أخضر                           | امرأة تحمل منجلًا               | شعار يوغوسلافيا                | 1950                           | لم تصدر أبدًا                   | لم تصدر أبدًا                   |
|                                                                                     |                                | 100 دينار                      | 122 × 53                       | البنفسجي والأزرق               |                                | شعار يوغوسلافيا                | 1950                           | لم تصدر أبدًا                   | لم تصدر أبدًا                   |
|                                                                                     |                                | 500 دينار                      | 135 × 58                       | البنفسجي والأزرق               | إغاثة أحد الثوار               | شعار يوغوسلافيا                | 1950                           | لم تصدر أبدًا                   | لم تصدر أبدًا                   |
|                                                                                     |                                | 1000 دينار                     | 148 × 64                       | بني                            |                                | شعار يوغوسلافيا                | 1950                           | لم تصدر أبدًا                   | لم تصدر أبدًا                   |
|                                                                                     |                                | 5000 دينار                     | 148 × 64                       | رمادي-أخضر                     |                                | شعار يوغوسلافيا                | 1950                           | لم تصدر أبدًا                   | لم تصدر أبدًا                   |
| صممت هذه الصور بمقياس 0.7 بكسل لكل مليمتر وهو مقياس قياسي للأوراق النقدية العالمية. |                                |                                |                                |                                |                                |                                |                                |                                |                                |

## دينار 1965
شهد عام 1965 أول إعادة تقييم للدينار منذ الحرب العالمية الثانية.
في عام 1965 طُرحت الأوراق النقدية من فئات 5 و10 و50 و100 دينار. وقد استُخدم فيها نفس تصميم وجه أوراق عام 1955. أضيفت أوراق نقدية من فئة 500 دينار في عام 1970 وتلاها 20 و1000 دينار في عام 1974. ثم أضيفت أوراق نقدية من فئة 5000 دينار تحمل صورة الرئيس الراحل جوزيف بروز تيتو في عام 1985. ومع تفاقم التضخم إلى تضخم مفرط قدمت أوراق نقدية بقيمة 20000 دينار في عام 1987 تلاها 50000 دينار في عام 1988 و100000 و500000 و1000000 و2000000 دينار في عام 1989. كانت أوراق النقد من فئة 500000 و2000000 دينار غير عادية لأنها لم تحمل صورة شخصية بل صورة للنصب التذكاري في كوزارا.
| سلسلة 1965                                                                                       | سلسلة 1965 | سلسلة 1965      | سلسلة 1965 | سلسلة 1965     | سلسلة 1965                                                                       | سلسلة 1965                | سلسلة 1965          | سلسلة 1965     | سلسلة 1965     |
| الصورة                                                                                           | الصورة     | القيمة          | الحجم (مم) | اللون          | وجه العملة                                                                       | ظهر العملة                | تاريخ الطباعة الأول | صادر           | سحب            |
| ------------------------------------------------------------------------------------------------ | ---------- | --------------- | ---------- | -------------- | -------------------------------------------------------------------------------- | ------------------------- | ------------------- | -------------- | -------------- |
|                                                                                                  |            | 5 دينار         | 135 × 64   | أخضر           | امرأة تحمل المنجل                                                                | الجرارات                  | 1 أغسطس 1965        | 31 ديسمبر 1965 | 1 يناير 1980   |
|                                                                                                  |            | 10 دينار        | 143 × 68   | بني            | عارف هيراليتش                                                                    | مصنع زينيكا للصلب         | 1 أغسطس 1965        | 31 ديسمبر 1965 | 1 يناير 1980   |
|                                                                                                  |            | 50 دينارًا       | 151 × 72   | أزرق           | نحت بارز لإيفان ميستروفيتش في مبنى البرلمان في بلغراد                            | مبنى البرلمان الاتحادي    | 1 أغسطس 1965        | 31 ديسمبر 1965 | 1 يناير 1980   |
|                                                                                                  |            | 100 دينار       | 147 × 70   | أحمر           | نصب السلام للفنان أنطون أوغستينتشيتش في نيويورك أمام مبنى الأمم المتحدة الرئيسي. | إشارة إلى القيمة          | 1 أغسطس 1965        | 1 أبريل 1968   | 1 يناير 1990   |
| سلسلة 1968 – 1989                                                                                |            |                 |            |                |                                                                                  |                           |                     |                |                |
|                                                                                                  |            | 5 دينار         | 123 × 58½  | أخضر           | امرأة تحمل المنجل                                                                | إشارة إلى القيمة          | 1 مايو 1968         | 1 أكتوبر 1968  | 1 أكتوبر 1988  |
|                                                                                                  |            | 10 دينار        | 131 × 62¼  | بني            | عارف هيراليتش                                                                    | إشارة إلى القيمة          | 1 مايو 1968         | 1 نوفمبر 1968  | 31 ديسمبر 1989 |
|                                                                                                  |            | 20 دينارًا       | 139 × 66   | بنفسجي         | رصيف السفينة                                                                     | إشارة إلى القيمة          | 19 ديسمبر 1974      | 28 نوفمبر 1975 | 31 ديسمبر 1989 |
|                                                                                                  |            | 50 دينارًا       | 139 × 66   | أزرق           | نحت بارز لإيفان ميستروفيتش في مبنى البرلمان في بلغراد                            | إشارة إلى القيمة          | 1 مايو 1968         | 1 نوفمبر 1968  | 31 ديسمبر 1989 |
|                                                                                                  |            | 500 دينار       | 155 × 74   | أخضر غامق      | تمثال نيكولا تيسلا للفنان فرانو كريسينيتش                                        | إشارة إلى القيمة          | 1 أغسطس 1970        | 1 أغسطس 1971   | 1 يناير 1990   |
|                                                                                                  |            | 1000 دينار      | 163 × 78   | رمادي          | امرأة مع الفواكه                                                                 | إشارة إلى القيمة          | 19 ديسمبر 1974      | 28 نوفمبر 1975 | 30 يونيو 1990  |
|                                                                                                  |            | 5000 دينار      | 164½ × 75  | أزرق           | جوزيف بروز تيتو                                                                  | يايتشه                    | 1 مايو 1985         | 9 ديسمبر 1985  | 30 يونيو 1990  |
|                                                                                                  |            | 20,000 دينار    | 169½ × 77½ | بني            | عليا سيروتانوفيتش                                                                | حفارة التعدين             | 1 مايو 1987         | 1 سبتمبر 1987  | 31 ديسمبر 1991 |
|                                                                                                  |            | 50,000 دينار    | 174½ × 80  | أخضر           | امرأة                                                                            | دوبروفنيك                 | 1 مايو 1988         | 5 سبتمبر 1988  | 31 ديسمبر 1991 |
|                                                                                                  |            | 100,000 دينار   | 179½ × 82½ | أحمر           | فتاة                                                                             | الفن الرقمي للعين البشرية | 1 مايو 1989         | 1 يونيو 1989   | 31 ديسمبر 1991 |
|                                                                                                  |            | 500,000 دينار   | 145 × 75   | بنفسجي         | نصب تذكاري لمعركة كوزارا                                                         | نصب تذكاري لمعركة سوتيسكا | أغسطس 1989          | 21 أغسطس 1989  | 31 مارس 1991   |
|                                                                                                  |            | مليون دينار     | 151 × 72   | أصفر           | امرأة شابة                                                                       | سنبلة قمح                 | 1 نوفمبر 1989       | 1 نوفمبر 1989  | 15 يوليو 1991  |
|                                                                                                  |            | 2,000,000 دينار | 145 × 75   | أخضر غامق وبني | نصب تذكاري لمعركة كوزارا                                                         | نصب شوماريس التذكاري      | أغسطس 1989          | 11 أغسطس 1989  | 31 مارس 1991   |
| هذه الصور مُصممة بمقياس ٠.٧ بكسل لكل مليمتر، وهو معيار مُعتمد في الأوراق النقدية العالمية. المصدر: |            |                 |            |                |                                                                                  |                           |                     |                |                |

## 1990 دينار
في عام 1990 طُرحت أوراق نقدية من فئات 10 و50 و100 و200 و500 و1000 دينار بعضها يحمل تصميمات مشابهة جدًا لتلك المستخدمة في الأوراق النقدية المقابلة من العملة السابقة. أما في عام 1991 فقد أُضيفت أوراق نقدية من فئة 5000 دينار. يحتفظ إصدار الطوارئ لعام 1991 بجميع خصائصه السابقة باستثناء تسمية أس أف آر وهي إشارة تفصيلية تُمثل التغيرات التي شهدتها البلاد.
| سلسلة 1990                                                                                       | سلسلة 1990 | سلسلة 1990 | سلسلة 1990 | سلسلة 1990     | سلسلة 1990               | سلسلة 1990                | سلسلة 1990          | سلسلة 1990     | سلسلة 1990     |
| وجه العملة                                                                                       | ظهر العملة | القيمة     | الحجم (مم) | اللون          | وجه العملة               | ظهر العملة                | تاريخ الطباعة الأول | صادر           | سحبت           |
| ------------------------------------------------------------------------------------------------ | ---------- | ---------- | ---------- | -------------- | ------------------------ | ------------------------- | ------------------- | -------------- | -------------- |
|                                                                                                  |            | 10 دينار   | 139 × 66   | أحمر           | فتاة                     | الفن الرقمي للعين البشرية | 1 سبتمبر 1990       | 26 نوفمبر 1990 | 4 يوليو 1992   |
|                                                                                                  |            | 50 دينارًا  | 145 × 75   | بنفسجي         | نصب تذكاري لمعركة كوزارا | نصب تذكاري لمعركة سوتيسكا | 1 يناير 1990        | 3 يناير 1990   | 31 مارس 1991   |
|                                                                                                  |            | 50 دينارًا  | 147 × 70   | أرجواني        | صبي                      | زهور الورد                | 1 يونيو 1990        | 10 يوليو 1990  | 4 يوليو 1992   |
|                                                                                                  |            | 100 دينار  | 151 × 72   | أصفر           | امرأة شابة               | سنبلة قمح                 | 1 مارس 1990         | 1 مارس 1990    | 31 ديسمبر 1991 |
|                                                                                                  |            | 200 دينار  | 145 × 75   | أخضر غامق وبني | نصب تذكاري لمعركة كوزارا | نصب شوماريس التذكاري      | 1 يناير 1990        | 3 يناير 1990   | 31 مارس 1991   |
|                                                                                                  |            | 500 دينار  | 159 × 76   | أزرق           | شاب                      | جبل                       | 1 مارس 1990         | 27 أبريل 1990  | 31 ديسمبر 1991 |
|                                                                                                  |            | 1000 دينار | 163 × 78   | بني            | نيكولا تيسلا             | ملف تسلا                  | 26 نوفمبر 1990      | 30 يناير 1991  | 31 ديسمبر 1991 |
| سلسلة 1991 (ملاحظات الطوارئ)                                                                     |            |            |            |                |                          |                           |                     |                |                |
|                                                                                                  |            | 10 دينار   | 139 × 66   | أرجواني        | فتاة                     | الفن الرقمي للعين البشرية | 1991                | لم تصدر مطلقًا  | لم تصدر مطلقًا  |
|                                                                                                  |            | 50 دينارًا  | 147 × 70   | أحمر           | صبي                      | زهور الورد                | 1991                | لم تصدر مطلقًا  | لم تصدر مطلقًا  |
|                                                                                                  |            | 100 دينار  | 151 × 72   | أخضر           | امرأة شابة               | سنبلة قمح                 | 1991                | 25 ديسمبر 1991 | 4 يوليو 1992   |
|                                                                                                  |            | 500 دينار  | 159 × 76   | بني            | شاب                      | جبل                       | 1991                | 25 ديسمبر 1991 | 4 يوليو 1992   |
|                                                                                                  |            | 1000 دينار | 163 × 78   | أزرق           | نيكولا تيسلا             | ملف تسلا                  | 1991                | 25 ديسمبر 1991 | 4 يوليو 1992   |
|                                                                                                  |            | 5000 دينار | 167 × 80   | أزرق غامق      | إيفو أندريتش             | جسر محمد باشا سوكولوفيتش  | 1991                | 25 ديسمبر 1991 | 4 يوليو 1992   |
| هذه الصور مُصممة بمقياس ٠.٧ بكسل لكل مليمتر، وهو معيار مُعتمد في الأوراق النقدية العالمية. المصدر: |            |            |            |                |                          |                           |                     |                |                |

## دينار 1992
في عام 1992 طُرحت أوراق نقدية من فئات 100 و500 و1000 و5000 و10000 و50000 دينار في جمهورية يوغوسلافيا الاتحادية. واستُخدمت تصاميم مُعدّلة من السلسلة السابقة ولكن هذه المرة ليس بهدف تشابه تصاميم الأوراق النقدية المتساوية القيمة. ففي عام 1993 وبسبب التضخم المُفرط طُرحت أوراق نقدية أعلى قيمة من فئات 100000 و500000 و1000000 و5000000 و10000000 و50000000 و100000000 و500000000 و1000000000 و10000000000 دينار.
لم تعد الإصدارات تحمل شعار يوغوسلافيا الاشتراكي (أو أي شعار آخر في هذا الشأن) بل باتت تحمل شعار البنك الوطني اليوغوسلافي. ومن اللغات الثلاث المعروضة سابقًا (الصربية الكرواتية بالسيريلية واللاتينية والسلوفينية والمقدونية) لم يُحتفظ إلا بالعرض المزدوج للغة الصربية الكرواتية وذلك بسبب استقلال جمهوريتي سلوفينيا ومقدونيا.
| سلسلة 1992 – 1993                                                                                | سلسلة 1992 – 1993 | سلسلة 1992 – 1993    | سلسلة 1992 – 1993 | سلسلة 1992 – 1993      | سلسلة 1992 – 1993 | سلسلة 1992 – 1993                              | سلسلة 1992 – 1993   | سلسلة 1992 – 1993 | سلسلة 1992 – 1993 |
| وجه العملة                                                                                       | ظهر العملة        | القيمة               | الحجم (مم)        | اللون                  | وجه العملة        | ظهر العملة                                     | تاريخ الطباعة الأول | صادر              | سحبت              |
| ------------------------------------------------------------------------------------------------ | ----------------- | -------------------- | ----------------- | ---------------------- | ----------------- | ---------------------------------------------- | ------------------- | ----------------- | ----------------- |
|                                                                                                  |                   | 100 دينار            | 151 × 72          | أزرق                   | امرأة شابة        | سنبلة قمح                                      | 1992                | 1 يوليو 1992      | 10 سبتمبر 1993    |
|                                                                                                  |                   | 500 دينار            | 159 × 76          | بنفسجي                 | شاب               | جبل                                            | 1992                | 1 يوليو 1992      | 10 سبتمبر 1993    |
|                                                                                                  |                   | 1000 دينار           | 163 × 78          | أحمر                   | نيكولا تيسلا      | ملف تسلا                                       | 1992                | 1 يوليو 1992      | 1 أكتوبر 1993     |
|                                                                                                  |                   | 5000 دينار           | 167 × 80          | أخضر غامق              | إيفو أندريتش      | جسر محمد باشا سوكولوفيتش                       | 1992                | 1 يوليو 1992      | 1 أكتوبر 1993     |
|                                                                                                  |                   | 10000 دينار          | 139 × 66          | بني وأحمر غامق         | فتاة              | الفن الرقمي للعين البشرية                      | 1992                | 17 ديسمبر 1992    | 1 أكتوبر 1993     |
|                                                                                                  |                   | 50,000 دينار         | 147 × 70          | الأخضر والبنفسجي       | صبي               | زهور الورد                                     | 1992                | 20 يناير 1993     | 1 أكتوبر 1993     |
|                                                                                                  |                   | 100,000 دينار        | 151 × 72          | الأصفر والأخضر         | امرأة شابة        | عباد الشمس                                     | 1993                | 7 أبريل 1993      | 1 أكتوبر 1993     |
|                                                                                                  |                   | 500,000 دينار        | 159 × 76          | الأزرق والبرتقالي      | شاب               | جبل                                            | 1993                | 26 أبريل 1993     | 1 أكتوبر 1993     |
|                                                                                                  |                   | مليون دينار          | 147 × 70          | الأزرق والوردي والأصفر | صبي               | زهور السوسن                                    | 1993                | 24 يونيو 1993     | 1 أكتوبر 1993     |
|                                                                                                  |                   | 5,000,000 دينار      | 163 × 78          | الأخضر والأحمر الداكن  | نيكولا تيسلا      | ملف تسلا ومحطة الطاقة الكهرومائية آيرون جيت II | 1993                | 26 مايو 1993      | 1 ديسمبر 1993     |
|                                                                                                  |                   | 10,000,000 دينار     | 167 × 80          | رمادي وأخضر فاتح       | إيفو أندريتش      | المكتبة الوطنية في صربيا                       | 1993                | 29 يوليو 1993     | 1 ديسمبر 1993     |
|                                                                                                  |                   | 50,000,000 دينار     | 139 × 66          | الوردي والرمادي        | فتاة              | قصر الكابتن ميشا                               | 1993                | 22 يوليو 1993     | 1 ديسمبر 1993     |
|                                                                                                  |                   | 100,000,000 دينار    | 159 × 76          | أزرق فاتح ورمادي       | شاب               | الأكاديمية الصربية للعلوم والفنون              | 1993                | 6 أغسطس 1993      | 1 ديسمبر 1993     |
|                                                                                                  |                   | 500,000,000 دينار    | 151 × 72          | البنفسجي والرمادي      | امرأة شابة        | كلية الزراعة بجامعة بلغراد                     | 1993                | 13 أغسطس 1993     | 1 ديسمبر 1993     |
|                                                                                                  |                   | 1,000,000,000 دينار  | 179½ × 82½        | وردي وأزرق فاتح        | فتاة              | البرلمان الاتحادي                              | 1993                | 30 أغسطس 1993     | 1 ديسمبر 1993     |
|                                                                                                  |                   | 10,000,000,000 دينار | 163 × 78          | وردي ورمادي غامق       | نيكولا تيسلا      | ملف تسلا                                       | 1993                | 21 سبتمبر 1993    | 1 ديسمبر 1993     |
| هذه الصور مُصممة بمقياس ٠.٧ بكسل لكل مليمتر، وهو معيار مُعتمد في الأوراق النقدية العالمية. المصدر: |                   |                      |                   |                        |                   |                                                |                     |                   |                   |

## دينار 1993
في عام 1993 صدرت أوراق نقدية من هذه العملة بفئات 5000 و10000 و50000 و500000 و5000000 و50000000 و500000000 و5000000000 و50000000000 و500000000000 دينار. ويُعزى هذا التسلسل غير المعتاد للفئات إلى التضخم المفرط الذي عانت منه يوغوسلافيا.
| سلسلة 1993                                                                                       | سلسلة 1993 | سلسلة 1993            | سلسلة 1993 | سلسلة 1993            | سلسلة 1993                  | سلسلة 1993               | سلسلة 1993          | سلسلة 1993     | سلسلة 1993    |
| وجه العملة                                                                                       | ظهر العملة | القيمة                | الحجم (مم) | اللون                 | وجه العملة                  | ظهر العملة               | تاريخ الطباعة الأول | صادر           | سحبت          |
| ------------------------------------------------------------------------------------------------ | ---------- | --------------------- | ---------- | --------------------- | --------------------------- | ------------------------ | ------------------- | -------------- | ------------- |
|                                                                                                  |            | 5000 دينار            | 159 × 76   | بني وبرتقالي          | نيكولا تيسلا                | متحف نيكولا تيسلا        | 1993                | 1 أكتوبر 1993  | 1 يناير 1994  |
|                                                                                                  |            | 10000 دينار           | 163 × 78   | بني وأخضر             | فوك كارادزيتش               | تريشيتش وترونوشا         | 1993                | 1 أكتوبر 1993  | 1 يناير 1994  |
|                                                                                                  |            | 50,000 دينار          | 139 × 66   | البنفسجي والأزرق      | بيتر الثاني بيتروفيتش نيجوش | دير سيتينيي              | 1993                | 14 أكتوبر 1993 | 1 يناير 1994  |
|                                                                                                  |            | 500,000 دينار         | 143 × 68   | الأخضر والأصفر        | دوسيتيج أوبرادوفيتش         | دير هوبوفو               | 1993                | 30 أكتوبر 1993 | 1 يناير 1994  |
|                                                                                                  |            | 5,000,000 دينار       | 147 × 70   | بني وأخضر             | كاراجوردي                   | كنيسة وقصر كاراجوردي     | 1993                | 12 نوفمبر 1993 | 1 يناير 1994  |
|                                                                                                  |            | 50,000,000 دينار      | 151 × 72   | الأحمر والبنفسجي      | ميهاجلو بوبين               | مبنى مقسم الهاتف القديم  | 1993                | 23 نوفمبر 1993 | 1 يناير 1994  |
|                                                                                                  |            | 500,000,000 دينار     | 139 × 66   | البنفسجي والأزرق      | يوفان سفييتش                | قصر الكابتن ميشا         | 1993                | 2 ديسمبر 1993  | 1 يناير 1994  |
|                                                                                                  |            | 5,000,000,000 دينار   | 143 × 68   | البرتقالي والأصفر     | دورا ياكشيتش                | دير فراتشيفشنيكا         | 1993                | 11 ديسمبر 1993 | 22 يوليو 1994 |
|                                                                                                  |            | 50,000,000,000 دينار  | 147 × 70   | وردي وأزرق فاتح       | ميلوش أوبرينوفيتش           | منزل الأمير ميلوش        | 1993                | 15 ديسمبر 1993 | 22 يوليو 1994 |
|                                                                                                  |            | 500,000,000,000 دينار | 151 × 72   | الأحمر الداكن والأزرق | يوفان يوفانوفيتش زماج       | المكتبة الوطنية في صربيا | 1993                | 23 ديسمبر 1993 | 22 يوليو 1994 |
| هذه الصور مُصممة بمقياس ٠.٧ بكسل لكل مليمتر، وهو معيار مُعتمد في الأوراق النقدية العالمية. المصدر: |            |                       |            |                       |                             |                          |                     |                |               |

## دينار 1994
في يناير/كانون الثاني 1994 صدرت أوراق نقدية من فئات 10 و100 و1000 و5000 و50000 و100000 و500000 و10 ملايين دينار. وبسبب التضخم المفرط لم تُتداول هذه الأوراق إلا لبضعة أسابيع قبل التخلي عنها لصالح الدينار الجديد المرتبط بالمارك الألماني حيث كان يُستخدم بالتوازي مع الدينار. واستمر ربط الدينار الجديد بالمارك الألماني حتى عام 1996 عندما اعتمد البنك الوطني اليوغوسلافي سعر صرف عائمًا. تميزت أوراق الدينار من فئة 10 و100 دينار بعدم وجود رقم تسلسلي عليها.
| سلسلة 1994                                                                                       | سلسلة 1994 | سلسلة 1994                                                   | سلسلة 1994 | سلسلة 1994        | سلسلة 1994                  | سلسلة 1994               | سلسلة 1994          | سلسلة 1994     | سلسلة 1994    |
| وجه العملة                                                                                       | ظهر العملة | القيمة                                                       | الحجم (مم) | اللون             | وجه العملة                  | ظهرالعملة                | تاريخ الطباعة الأول | صادر           | سحب           |
| ------------------------------------------------------------------------------------------------ | ---------- | ------------------------------------------------------------ | ---------- | ----------------- | --------------------------- | ------------------------ | ------------------- | -------------- | ------------- |
|                                                                                                  |            | 10 دينار                                                     | 116 × 55   | الأخضر والبني     | جوزيف بانشيتش               | جبل كوباونيك             | 1994                | 29 ديسمبر 1993 | 22 يوليو 1994 |
|                                                                                                  |            | 100 دينار                                                    | 135 × 64   | الأزرق والبنفسجي  | نيكولا تيسلا                | متحف نيكولا تيسلا        | 1994                | 5 يناير 1994   | 22 يوليو 1994 |
|                                                                                                  |            | 1000 دينار                                                   | 139 × 66   | البنفسجي والأحمر  | بيتر الثاني بيتروفيتش نيجوش | دير سيتينيي              | 1994                | 29 ديسمبر 1993 | 22 يوليو 1994 |
|                                                                                                  |            | 5000 دينار                                                   | 143 × 68   | الأزرق والبنفسجي  | دوسيتيج أوبرادوفيتش         | دير هوبوفو               | 1994                | 29 ديسمبر 1993 | 22 يوليو 1994 |
|                                                                                                  |            | 50,000 دينار                                                 | 147 × 70   | الأحمر والبنفسجي  | كاراجوردي                   | كنيسة وقصر Karađorđe     | 1994                | 3 يناير 1994   | 22 يوليو 1994 |
|                                                                                                  |            | 500,000 دينار                                                | 139 × 66   | الأصفر والبرتقالي | يوفان سفييتش                | قصر الكابتن ميشا         | 1994                | 11 يناير 1994  | 22 يوليو 1994 |
|                                                                                                  |            | 10,000,000 دينار (ورقة نقدية من عام 1993 مطبوع عليها "1994") | 167 × 80   | رمادي وأخضر فاتح  | إيفو أندريتش                | المكتبة الوطنية في صربيا | 1994                | 14 يناير 1994  | 22 يوليو 1994 |
| هذه الصور مُصممة بمقياس ٠.٧ بكسل لكل مليمتر، وهو معيار مُعتمد في الأوراق النقدية العالمية. المصدر: |            |                                                              |            |                   |                             |                          |                     |                |               |

## دينار نوفي

### سلسلة 1994
في 24 يناير 1994 طُرحت أوراق نقدية جديدة من فئات 1و5 و10 دينارات نوفيه. وفي وقت لاحق من ذلك العام طُرحت سلسلة ثانية من الأوراق النقدية من فئات 5 و10 و20 دينار نوفيه مع إضافة ورقة نقدية من فئة 50 دينار نوفيه في عام 1996 وفئة 100 دينار نوفيه في عام 1997.
تستبدل سلسلة الدينار الجديد الثانية شعار البنك الوطني اليوغوسلافي بشعار الجمهورية الاتحادية في حين تحتوي الأوراق النقدية فئة 5 و10 و20 ديناراً على نقوش باللغة السيريلية فقط على الوجه الأمامي.
| سلسلة "نوفي دينار" لعام 1994                                                                     | سلسلة "نوفي دينار" لعام 1994 | سلسلة "نوفي دينار" لعام 1994 | سلسلة "نوفي دينار" لعام 1994 | سلسلة "نوفي دينار" لعام 1994 | سلسلة "نوفي دينار" لعام 1994 | سلسلة "نوفي دينار" لعام 1994 | سلسلة "نوفي دينار" لعام 1994 | سلسلة "نوفي دينار" لعام 1994 |
| الصورة                                                                                           | القيمة                       | الحجم (مم)                   | اللون السائد                 | وجه العملة                   | ظهر العملة                   | تاريخ الطباعة الأول          | صادر                         | سحب                          |
| ------------------------------------------------------------------------------------------------ | ---------------------------- | ---------------------------- | ---------------------------- | ---------------------------- | ---------------------------- | ---------------------------- | ---------------------------- | ---------------------------- |
|                                                                                                  | 1 دينار جديد                 | 126 × 60                     | بني وأخضر                    | جوزيف بانشيتش                | جبل كوباونيك                 | 1 يناير 1994                 | 24 يناير 1994                | 1 يناير 1995                 |
|                                                                                                  | 5 دينارات جديدة              | 131 × 62                     | لون القرنفل                  | نيكولا تيسلا                 | متحف نيكولا تيسلا            | 1 يناير 1994                 | 24 يناير 1994                | 1 يناير 1995                 |
|                                                                                                  | 10 دينارا نويه               | 135 × 64                     | البنفسجي والأزرق             | بيتر الثاني بيتروفيتش نيجوش  | دير سيتينيي                  | 1 يناير 1994                 | 24 يناير 1994                | 1 يناير 1995                 |
| 1994-1996 سلسلة "نوفي دينار" الثانية                                                             |                              |                              |                              |                              |                              |                              |                              |                              |
|                                                                                                  | 5 دينارات جديدة              | 131 × 62                     | أرجواني                      | نيكولا تيسلا                 | متحف نيكولا تيسلا            | 3 مارس 1994                  | 5 ديسمبر 1994                | 1 يناير 2002                 |
|                                                                                                  | 10 دينارا نويه               | 135 × 64                     | الأحمر والبني                | بيتر الثاني بيتروفيتش نيجوش  | دير سيتينيي                  | 3 مارس 1994                  | 5 ديسمبر 1994                | 1 يناير 2002                 |
|                                                                                                  | 20 دينارًا نوفيه              | 139 × 66                     | البرتقالي والأخضر            | دورا ياكشيتش                 | دير فراتشيفشنيكا             | 3 مارس 1994                  | 3 أغسطس 1994                 | 1 يناير 2002                 |
|                                                                                                  | 50 دينارًا نوفيه              | 143 × 68                     | أزرق                         | ميلوش أوبرينوفيتش            | منزل الأمير ميلوش            | يونيو 1996                   | 31 يوليو 1996                | 1 يناير 2002                 |
|                                                                                                  | 100 دينار نوفيه              | 147 × 70                     | أصفر                         | دوسيتيج أوبرادوفيتش          | دير هوبوفو                   | أكتوبر 1996                  | 9 يونيو 1997                 | 1 يناير 2002                 |
| ورقة نقدية من نوع "نوفي دينار" مُخطط إصدارها                                                      |                              |                              |                              |                              |                              |                              |                              |                              |
|                                                                                                  | 200 دينار نوفيه              |                              | أخضر                         | ستيفان ستويانوفيتش موكرانجاك | بيانو كبير                   | أبريل 1999                   | لم يتم إصداره مطلقًا          | لم يتم إصداره مطلقًا          |
| هذه الصور مُصممة بمقياس ٠.٧ بكسل لكل مليمتر، وهو معيار مُعتمد في الأوراق النقدية العالمية. المصدر: |                              |                              |                              |                              |                              |                              |                              |                              |

### سلسلة 2000
في عام 2000 صدرت أوراق نقدية جديدة بدون كلمة "نوفيه" من فئات 20 و50 و100 دينار. وفي عام 2001 طرحت أوراق نقدية من فئات 10 و200 و1000 دينار تلاها أوراق نقدية من فئة 5000 دينار في عام 2002.
ابتداءً من عام 2003 طُرِحَت الأوراق النقدية الصادرة عن البنك الوطني الصربي (الذي أُعيد تأسيسه). وتستخدم هذه الأوراق النقدية تصميمًا مشابهًا تقريبًا لأوراق يوغوسلافيا النقدية للفترة 2000-2002. ويتمثل الفرق الرئيسي في تغيير عبارة "البنك الوطني اليوغوسلافي" إلى "البنك الوطني الصربي" وتغيير شعار صربيا والجبل الأسود إلى شعار صربيا. وقد سُحِبَت الأوراق النقدية التي أصدرها البنك الوطني اليوغوسلافي بين عامي 2000 و2002 من التداول في 1 يناير 2007.
| سلسلة 2000-2002                                                                          | سلسلة 2000-2002 | سلسلة 2000-2002 | سلسلة 2000-2002   | سلسلة 2000-2002                                                             | سلسلة 2000-2002                                                                                               | سلسلة 2000-2002     | سلسلة 2000-2002 | سلسلة 2000-2002 |
| الصورة                                                                                   | القيمة          | الأبعاد         | اللون             | وجه العملة                                                                  | ظهر العملة | تاريخ الطباعة الأول | صادر            | سحبت            |
| ---------------------------------------------------------------------------------------- | --------------- | --------------- | ----------------- | --------------------------------------------------------------------------- | --- | ------------------- | --------------- | --------------- |
|                                                                                          | 10 دينار        | 131 × 62        | أصفر مغرة         | فوك كارادزيتش وفيليب فيشنجيتش في الخلفية                                    | شخصية فوك كارادزيتش وأعضاء المؤتمر السلافي الأول الذي عقد في براغ عام 1848 ورسم توضيحي للرسائل التي قدمها فوك | عام 2000            | 31 مايو 2001    | 1 يناير 2007    |
|                                                                                          | 20 دينارًا       | 135 × 64        | أخضر              | بيتر الثاني بيتروفيتش نيجوش                                                 | تمثال نجوش من ضريح نجوش وجبل لوفشين                                                                           | عام 2000            | 15 ديسمبر 2000  | 1 يناير 2007    |
|                                                                                          | 50 دينارًا       | 139 × 66        | أرجواني           | ستيفان ستويانوفيتش موكرانجاك وبيانو                                         | شخصية موكرانجاك ونموذج من النوتات الموسيقية المزخرفة لإنجيل ميروسلاف ونقود                                    | عام 2000            | 15 ديسمبر 2000  | 1 يناير 2007    |
|                                                                                          | 100 دينار       | 143 × 68        | أزرق              | نيكولا تيسلا وتعريف تسلا ووحدة كثافة التدفق المغناطيسي                      | صورة نيكولا تيسلا وتفاصيل من محرك التيار المتردد لسيارة تسلا                                                  | عام 2000            | 15 ديسمبر 2000  | 1 يناير 2007    |
|                                                                                          | 200 دينار       | 147 × 70        | بني               | ناديزدا بيتروفيتش وتمثال ناديزدا بيتروفيتش وصورة ظلية دير غراتشانيكا        | شخصية ناديزدا بيتروفيتش ودير غراتشانيكا                                                                       | 2001                | 31 مايو 2001    | 1 يناير 2007    |
|                                                                                          | 1000 دينار      | 151 × 72        | أحمر              | دوردي فاجفيرت ومخطط لمصنع الجعة فاجفيرت                                     | صورة فاجفيرت صورة ثلاثية الأبعاد للقديس جورج والتنين تفاصيل من داخل المبنى القديم للبنك الوطني لمملكة صربيا   | 2001                | 20 سبتمبر 2001  | 1 يناير 2007    |
|                                                                                          | 5000 دينار      | 159 × 76        | الأرجواني والأخضر | سلوبودان يوفانوفيتش تفاصيل زخرفية من مبنى الأكاديمية الصربية للعلوم والفنون | صورة لسلوبودان يوفانوفيتش صورة ظلية للبرلمان الوطني                                                           | 2002                | 21 أغسطس 2002   | 1 مارس 2006     |
| تم تصميم هذه الصور بمقياس 0.7 بكسل لكل مليمتر، وهو مقياس قياسي للأوراق النقدية العالمية. |                 |                 |                   |                                                                             | |                     |                 |                 |

## روابط خارجية
- الأوراق النقدية التاريخية من يوغوسلافيا (1968-1991) (بالإنجليزية والألمانية)
- الأوراق النقدية التاريخية من يوغوسلافيا (1992-1993) (بالإنجليزية والألمانية)
- الأوراق النقدية التاريخية من يوغوسلافيا (1994-1999) (بالإنجليزية والألمانية)